# 디스패치 (대한민국)

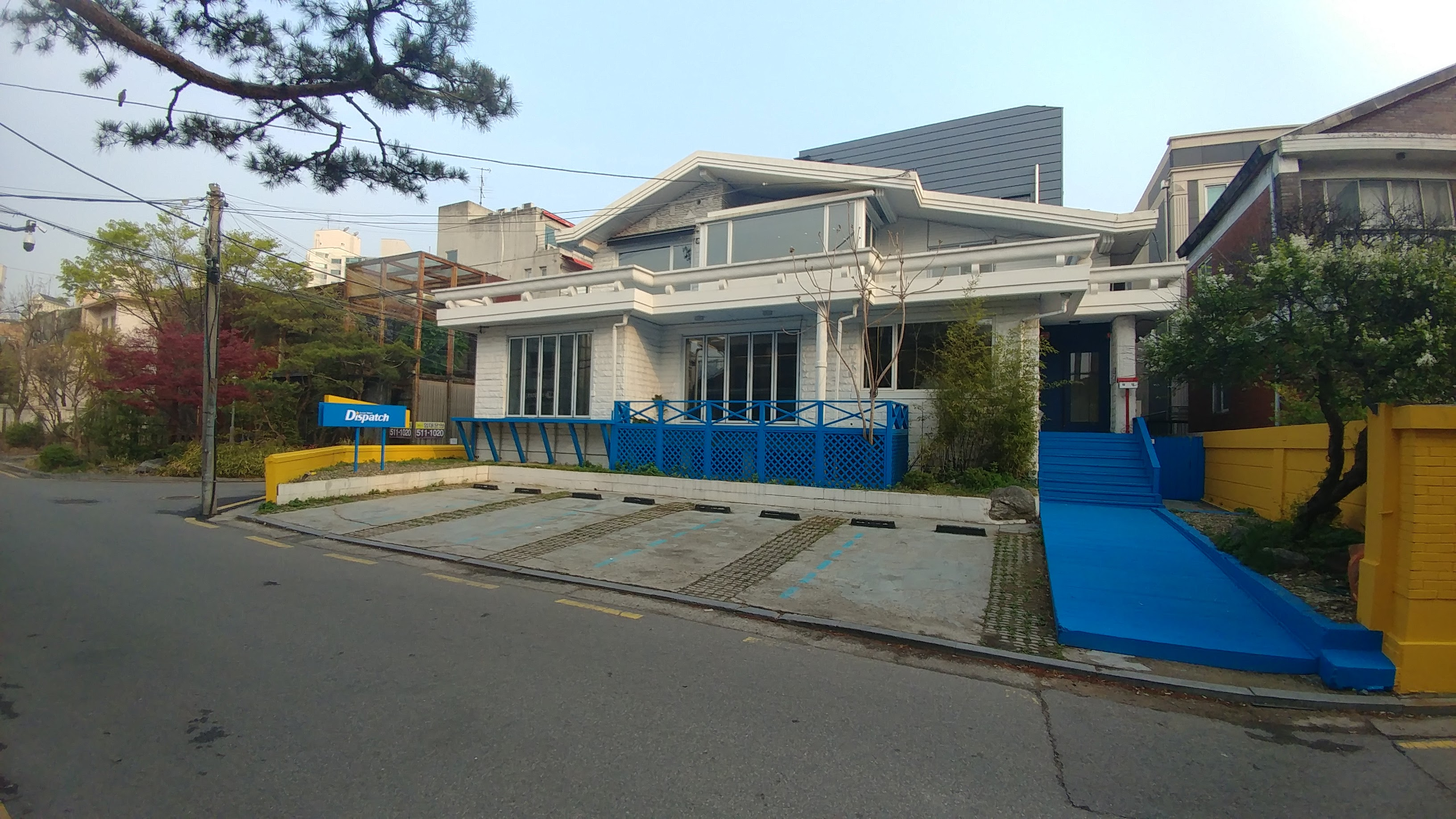
서울특별시 강남구 선릉로119길 22에 위치한 대한민국 언론사 디스패치 사무실

디스패치(Dispatch)는 대한민국의 온라인 연예 매체이다. 창립자는 이명구이며, 2010년 12월 29일 법인이 설립되었다.

## 개요
디스패치는 연예계 사생활 특히 열애설을 추적하여 특종 보도하는 매체로 널리 알려져 있으며, 2013년 1월 1일, 김태희와 비의 열애설을 보도한 것으로 시작으로 이어서 2013년 7월 3일 원빈과 이나영의 열애설, 2014년을 앞둔 2013년말에는 2014년 시작과 함께 특종보도를 할 것이라고 보도를 하더니 2014년 1월 1일이 되는 그 순간에 이승기와 소녀시대 윤아를 시작으로 3월 6일에 김연아와 고려대학교 동문 김원중과의 열애설을 보도하였다. 그러다가 11월에 무한도전에 출연하는 노홍철의 음주운전과 관련하여 보도를 내놓기도 했다. 2019년 1월 1일에는 엑소의 카이와 블랙핑크 제니의 열애설을 보도하였다.

## 디스패치 소속원
- 이명구 - 대표이사(디스패치 대표 창립자)
- 임근호 - 뉴스부장
- 송은주 - 패션 담당 선임 기자(2011년 3월 디스패치 창간 멤버)
- 김수지 - 특종 보도 전문 기자(2011년 6월 디스패치 입사)